# سلیمان بن صرد خزاعی

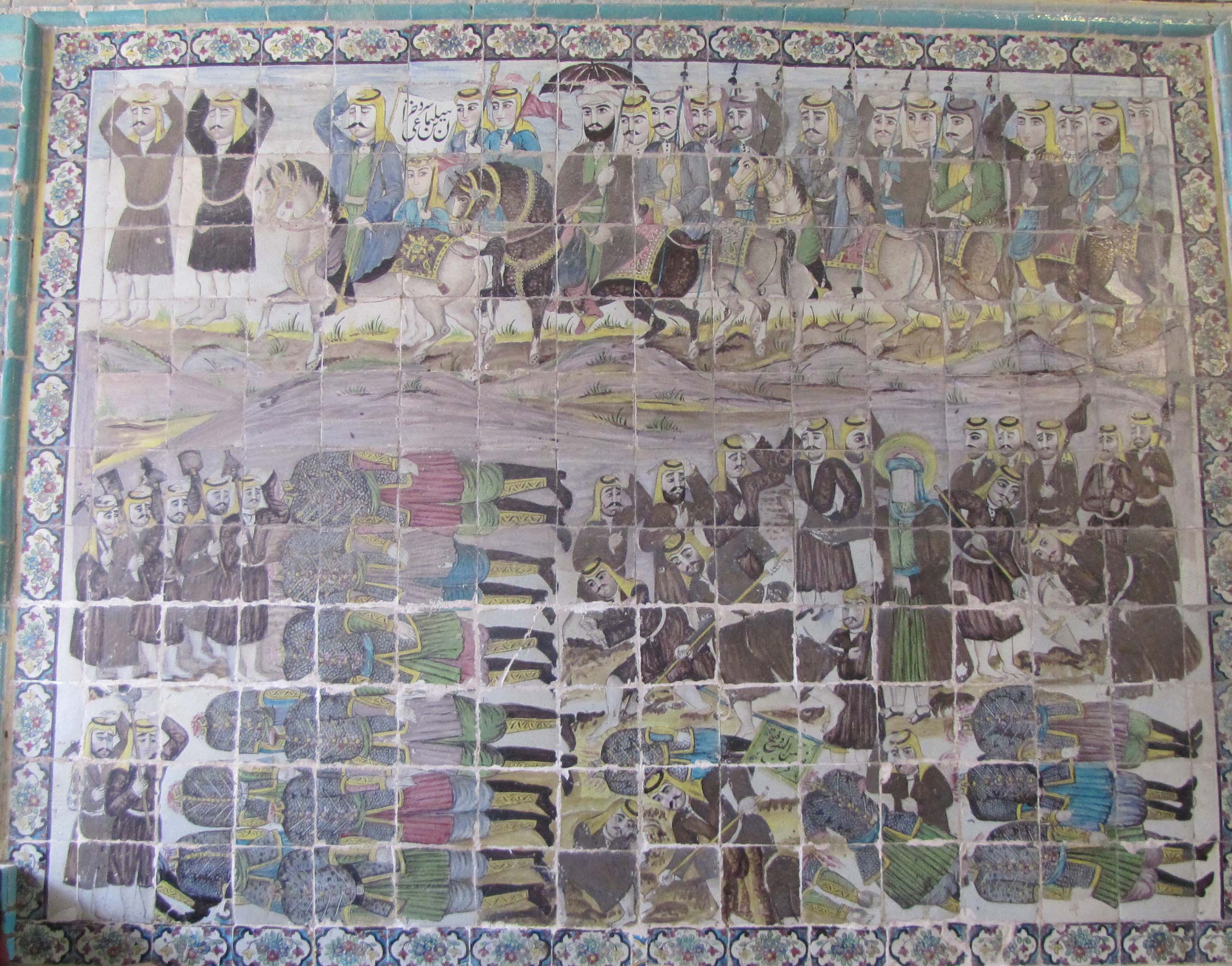
کاشی کاری داستان سلیمان بن صُرَد خزاعی در تکیه معاون الملک کرمانشاه

سلیمان بن صُرَد بن الجون خُزاعی (درگذشته ۶۵ قمری) ملقّب به «ابومطرف» بزرگ طایفه «بنی خُزاعه» در کوفه بود. بعضی او را صحابی و بعضی از بزرگان تابعان دانسته‌اند. در میان پنج نفر اصلی گروه رهبری توابین به عنوان رهبر شناخته می‌شده است. ابن صرد زمان پیامبر اسلام محمد مصطفی را درک کرده و در صحاح اهل سنت احادیثی بدون واسطه از پیامبر اسلام نقل کرده است.
در منابع تاریخی هر چند به تاریخ زمان ولادت وی اشاره نشده است، ولی گفته شده ۵ سال قبل از بعثت به دنیا آمده چون وی در هنگام کشته شدن در سال ۶۵ق، ۹۳ ساله بوده است. (۲)

## سلیمان و نهضت توابین
او از اصحاب علی، حسن بن علی و حسین بن علی بود و از چهره‌های برجسته و سران در کوفه و رهبر نهضت توابین در خون‌خواهی حسین بود.
سلیمان به حسین بن علی نامه نوشت و او را به کوفه دعوت کرد. وی در حرکت مسلم بن عقیل نیر فعالیت داشت.«ابن زیاد»، سلیمان و عده زیادی از کوفیان را زندانی کرد. یاران او نیز از همراهی حسین بن علی خودداری کردند. بعد از کشته شدن حسین بن علی گروه زیادی از آن شیعیان همدیگر را سرزنش کرده و از اینکه امام خود را یاری نکرده پشیمان شدند و برای جبران آن، حدود چهارهزار نفر به رهبری سلیمان بن صرد خزاعی، به عنوان توابین (توبه‌کنندگان) هم قسم شدند تا به خونخواهی حسین بن علی قیام کرده و کشندگان آن‌ها را بکشند.
سلیمان و یارانش از سال ۶۱ هـ ق، به‌طور مخفیانه و سال ۶۴ هـ ق، بعد از مرگ یزید آشکارا مردم را به خونخواهی حسین دعوت می‌کردند و در سال ۶۵ هجری قمری، سلیمان با هم پیمانانش قیام کرده و با شعار «یالثارات الحسین» مردم را به انتقام، فرا خواندند، آن‌ها با ورود عبیدالله بن زیاد از شام به عراق، به طرف کربلا آمدند، و به قبر حسین بن علی رسیدند و بسیار گریستند و با یارانش همگی از خدا آمرزش خواستند و عده زیادی به آن‌ها ملحق شدند. سپس از فرات عبور کرده و بعد از رسیدن به منطقه عین الورده، لشکر شام مقابل آن‌ها قرار گرفته و نبرد سختی کردند. در آغاز جنگ، پیروزی با توابین بود ولی چون دائماً به لشکر شام، اضافه شد، کم‌کم محاصره و کشته شدند. سلیمان بن صرد خزاعی در این جنگ که به عنوان نبرد عین الورده خوانده می‌شود، توسط حصین بن نمیر در سن ۹۳ سالگی کشته شد یکی از دشمنان، سر او و همراهش مسیب را نزد عبدالملک مروان به شهر شام برد.